# Hymenostegia neoaubrevillei
Hymenostegia neoaubrevillei är en ärtväxtart som beskrevs av J.Leonard. Hymenostegia neoaubrevillei ingår i släktet Hymenostegia och familjen ärtväxter. Inga underarter finns listade i Catalogue of Life.